# Locomotiva FS R.410
La Locomotiva a vapore R.410 è una locotender a scartamento ridotto bosniaco per servizio passeggeri e merci che ha prestato servizio sulla linea a scartamento 760 mm Chiusa - Plan (frazione di Selva) detta anche Ferrovia della Val Gardena.

## Storia

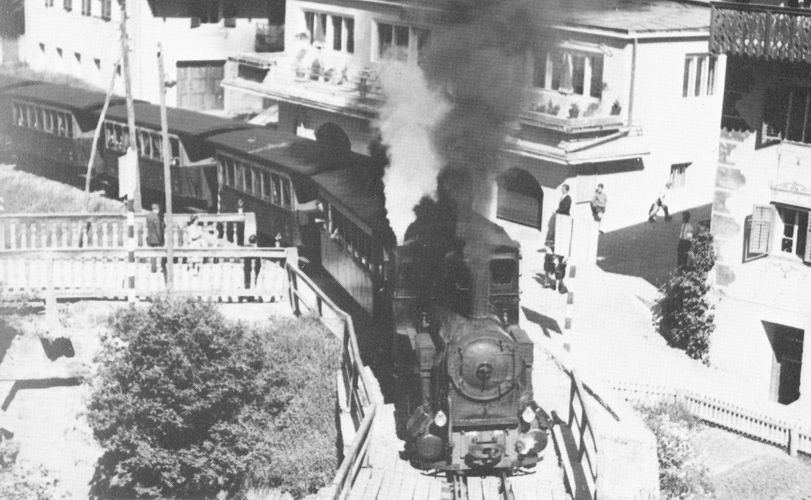
una R.410 in servizio alla fine degli anni cinquanta attraversa il centro di Ortisei

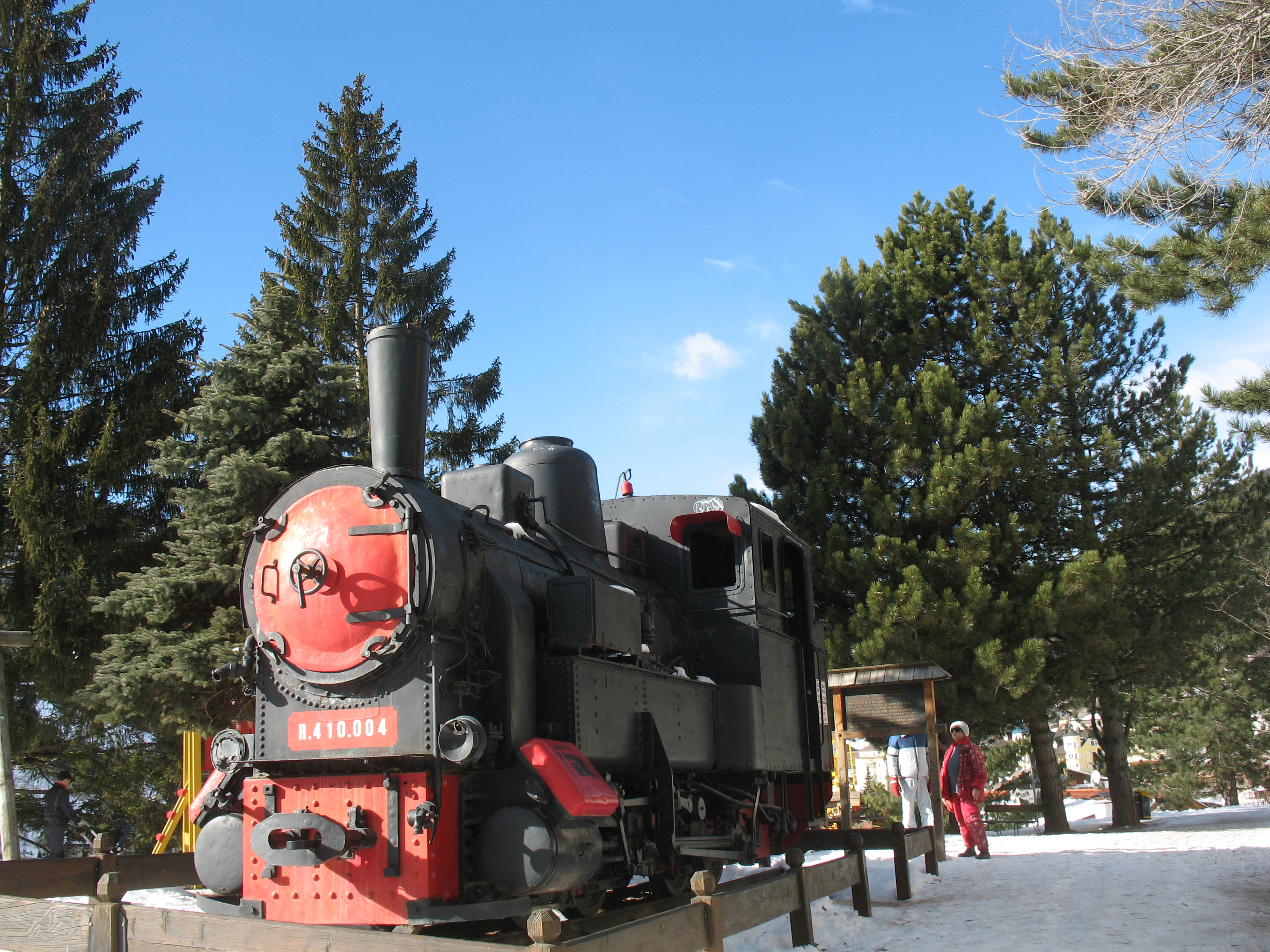
Locomotiva R.410-004 monumentata a Ortisei con verniciatura di fantasia

Le locomotive del gruppo R.410 vennero progettate e costruite dalla Krauss di Lienz nel 1916, per conto dell'esercito austriaco, per le linee a scartamento ridotto bosniaco della rete ad uso bellico e vennero immatricolate nel gruppo KuK IVc con i numeri di serie 4151-4157. Il lotto di 7 unità venne consegnato alle FS a fine guerra nel 1918 in conseguenza dell'annessione del territorio e immatricolato come gruppo R.410. Le locomotive svolsero servizio sia sulla linea della Val Gardena, dal 5 febbraio del 1919 fino al 1960, che in val di Fiemme.
Durante la seconda guerra mondiale le unità 002 e 007 andarono disperse in Bosnia.
Dopo l'accantonamento vennero tutte demolite eccetto la 004 che, uscita nello stesso anno dalla revisione generale eseguita nell'Officina Grandi Riparazioni di Verona, era in ottimo stato di conservazione; oggi è monumentata a Ortisei.

## Caratteristiche
Le locomotive del gruppo R.410 avevano un rodiggio "D" che permetteva un basso peso per asse. Erano macchine a 2 cilindri esterni a semplice espansione con distribuzione a cassetto piano sistema Walschaerts. La pressione in caldaia era di 13 bar
Le locomotive erano munite di impianto frenante del tipo a vuoto, sistema Hardy.

## Esemplari preservati
La locotender R.410.004 è monumentata a Ortisei.